# Bombylius probellus
Bombylius probellus är en tvåvingeart som beskrevs av Hardy 1942. Bombylius probellus ingår i släktet Bombylius och familjen svävflugor. Inga underarter finns listade i Catalogue of Life.